# 夏村洋一
夏村 洋一（なつむら よういち、1955年1月21日 - ）は、福岡県出身の元騎手・調教助手。
同じく元騎手で、元調教師の夏村辰男は実父。

## 来歴
1973年3月4日に栗東の父・辰男厩舎からデビューし、阪神第6競走障害5歳以上300万下・ジャングルオー（6頭中3着）で初騎乗を果たす。同馬に騎乗した4月7日の阪神第5競走障害5歳以上300万下で初勝利を挙げ、9月22日の阪神第5競走障害4歳以上オープンではグランドマーチスに7馬身差を付けて快勝している。1年目の同年は5勝、2年目の1974年は6勝と全て障害 でマークし、3年目の1975年3月9日に阪神第1競走4歳未勝利・ポットハヤテで平地初勝利を挙げる。
1976年には初の2桁となる11勝をマークし、障害5勝に対して平地は6勝と1勝上回る。1977年には自己最多で自身最後の2桁となる17勝をマークし、平地だけで14勝を挙げた。同年はアラブ大賞典・ポットグリンで重賞初制覇を挙げ、12月10日の中京では初の1日2勝を記録。
1978年は初めて障害で勝ち星を挙げられないなど6勝に終わるが、6勝中4勝はポットグリンで挙げ、65kgを背負ってアラブ大賞典を連覇。その後も9勝→5勝→6勝→5勝→6勝と1桁台が続き、1984年には初の0勝に終わる。
1985年3月9日の阪神第4競走4歳未勝利・ブルーリキオーで2年ぶりの勝利を挙げるが、8月17日の小倉第5競走4歳未勝利・グランドメヌエットが最後の勝利となった。同年12月21日の阪神第4競走4歳以上400万下・ミヤジユーゴー（13頭中6着）が最後の騎乗となり、1986年限りで現役を引退。
引退後は加藤敬二厩舎の調教助手となり、ノースフライトを手がけるなど、番頭格の攻め専助手として辣腕を振るう。「かかってこんかい」が決め台詞の強気なコメントが競馬ファンの間でよく知られ、全盛期には夏村の「強気節」を収集したウェブサイトが存在していたほどであった。
ノースフライトは夏村がこれまでで一番強気になれた馬であり、サクラバクシンオーと熱戦を繰り広げたラストランの1994年マイルCSでは、バクシンオーを管理し、こちらも強気節で有名であった境勝太郎調教師の「境ラッパ」に対抗して喧嘩を売った 。夏村は取材に来た記者に「マイルなら負けへん。かかってこんかい」と伝えるよう頼み、結果はノースフライトがサクラバクシンオーを0秒2差下して勝利した。
ノースフライトは素直で賢い馬であったが、坂路に行く前に突然止まるようになったこともあり、加藤が“怒るな”と言ったことから、馬が自分で動くまで30分ほど待ったりしたこともあった。その姿が新聞に大きく載ったこともあり、夏村は後に「今までで一番思い出に残っている馬」と振り返っている。

## 騎手成績
| 通算成績 | 1着 | 2着 | 3着 | 4着以下 | 騎乗回数 | 勝率 | 連対率 |
| -------- | --- | --- | --- | ------- | -------- | ---- | ------ |
| 平地     | 71  | 60  | 68  | 560     | 759      | .094 | .173   |
| 障害     | 17  | 24  | 24  | 143     | 208      | .082 | .183   |
| 計       | 88  | 84  | 92  | 703     | 967      | .091 | .178   |

### 主な騎乗馬
- ポットグリン（1977年・1978年アラブ大賞典）